# Sapporos spårväg
Sapporos spårväg (japanska:札幌市電, Sapporo shiden) är ett japanskt spårvägsnät i Sapporo på Hokkaidō, som drivs av Sapporo stads transportbyrå. Den första delen öppnade 1909 som hästspårväg. Spårvägen elektrifierades 1918 och Sapporo stad tog över den 1927.
Idag trafikeras 8,9 kilometer. Sedan 2015 är trafiken organiserad med 21 hållplatser på en smalspårig ringlinje med dubbelspår. Spårvagnarna går dagtid i sju–åtta-minuterstrafik på hela linjen, och i rusningstrafik med tre-minutersintervall på den mest belastade sträckan. Alla hållplatser ligger i den centrala stadsdelen, Chūō-ku.
Som mest hade spårvägen 1958 ett nät på 25 kilometer.
Låggolvsspårvagnar, tillverkade av Alna Sharyo har satts i trafik från 2013.

## Bildgalleri

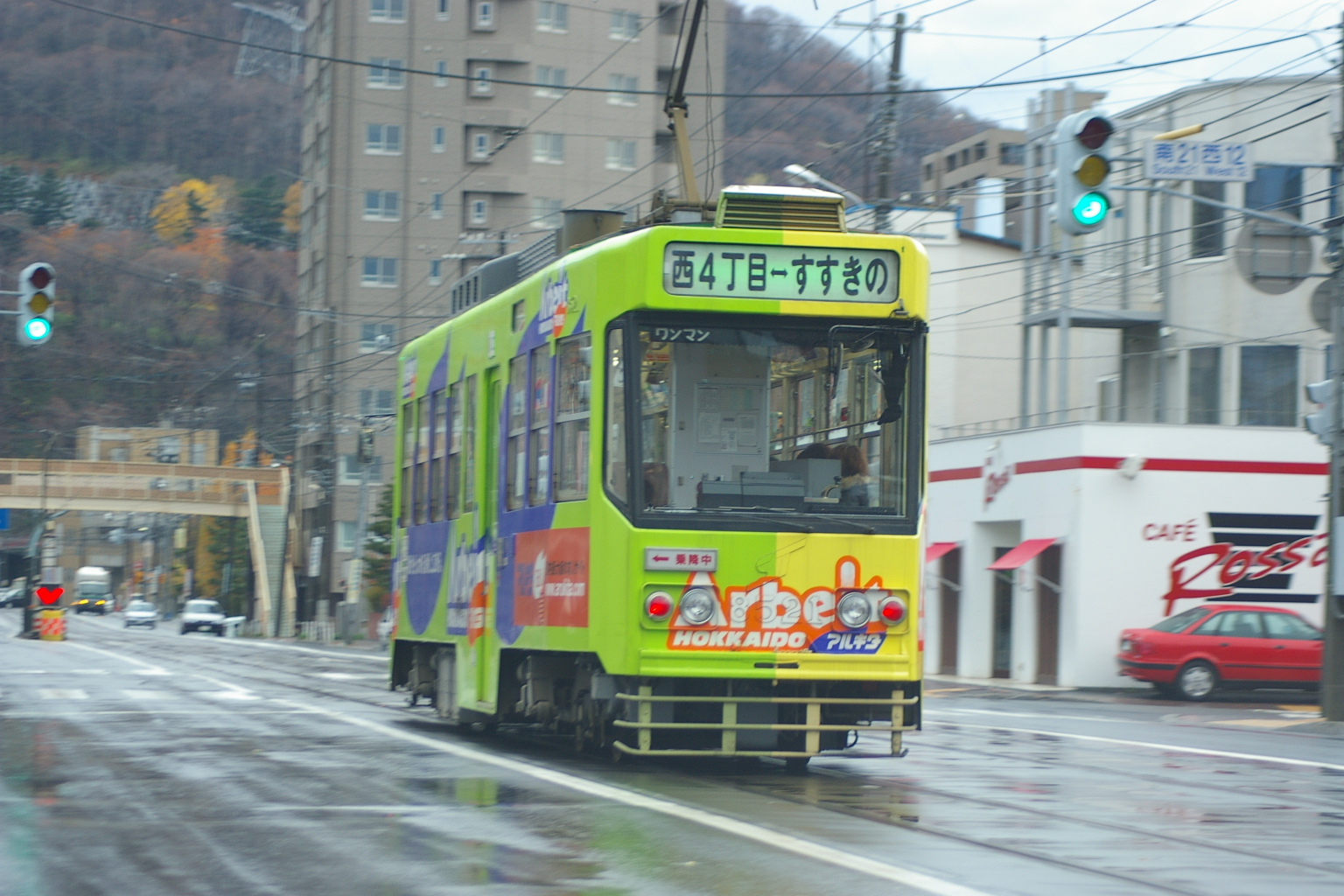
Spårvagn typ 8520, 2006
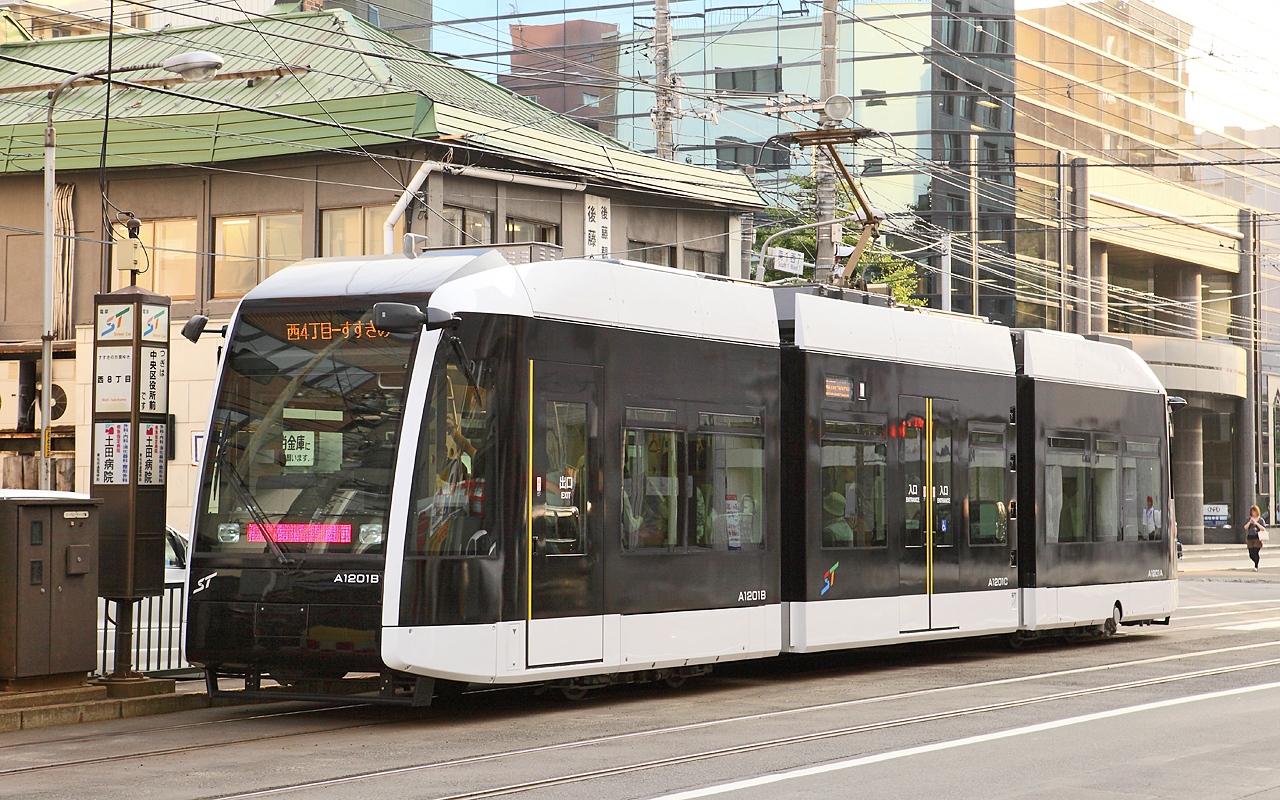
Låggolvsspårvagn typ A1200, 2013
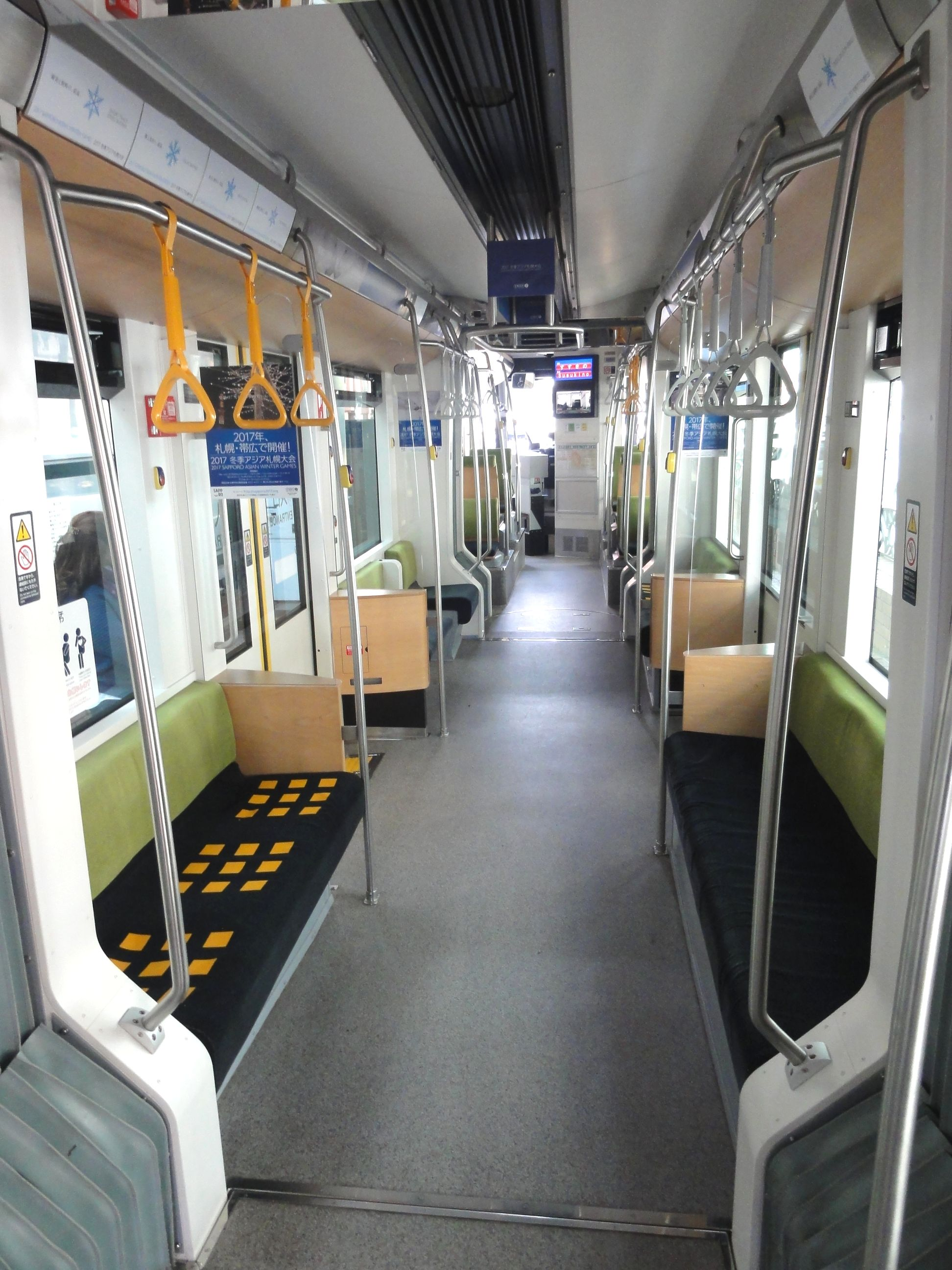
Interiör i en A1200-spårvagn
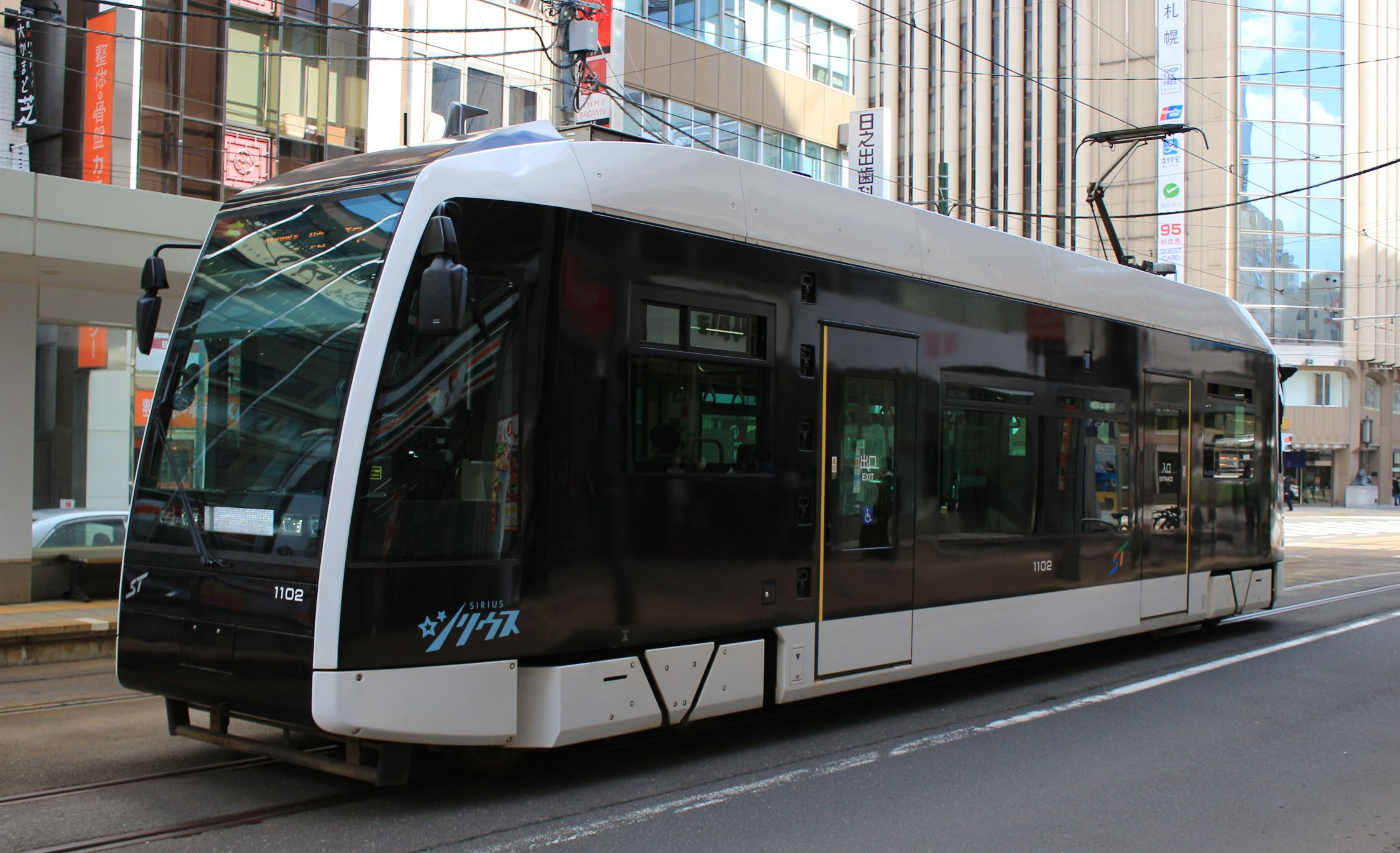
Låggolvsspårvagn typ A1100, 2020
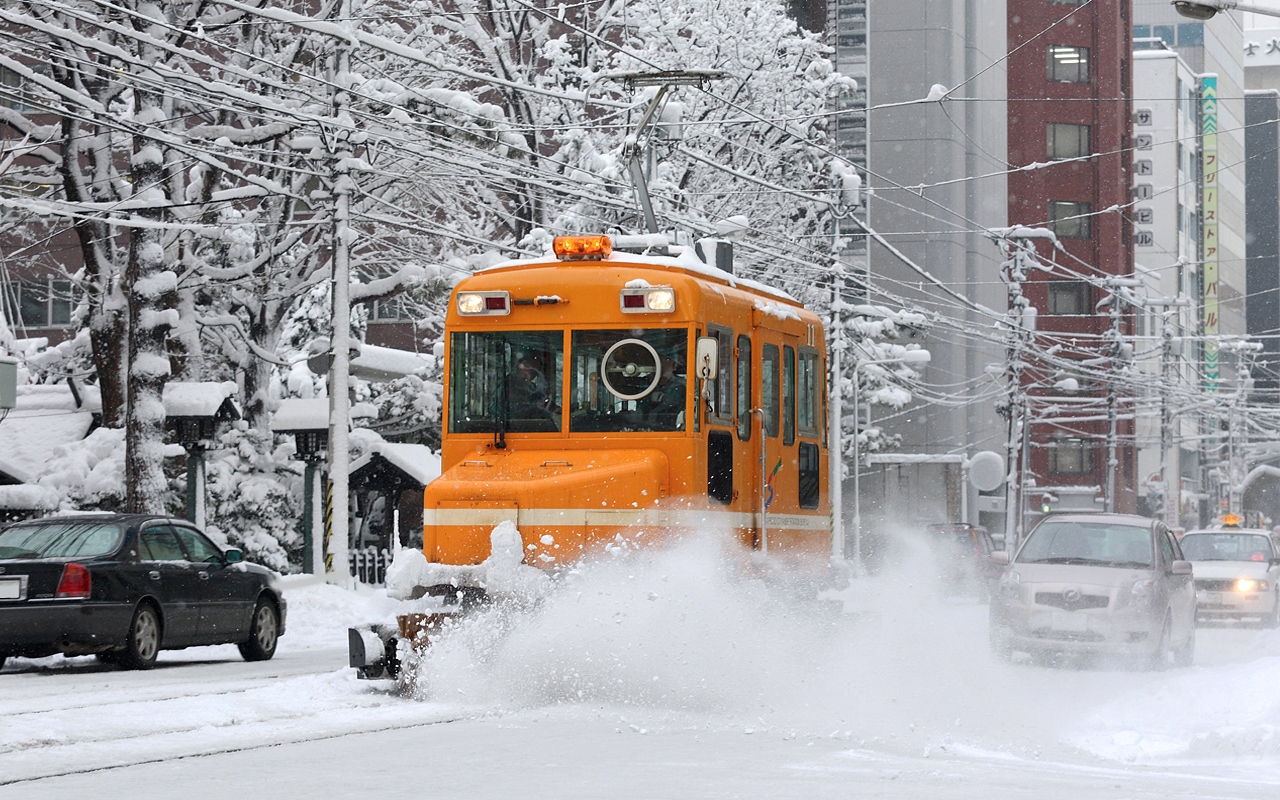
"Sasara-vagnen", spårsnöröjare som använder roterande bambuborstar